# Drávaiványi, Baranya
Drávaiványi este un sat în districtul Sellye, județul Baranya, Ungaria, având o populație de 212 locuitori (2011). 

## Demografie
Componența etnică a satului Drávaiványi
     Maghiari (55,59%)
     Romi (44,41%)
Componența confesională a satului Drávaiványi
     Romano-catolici (43,4%)
     Fără religie (13,68%)
     Reformați (10,38%)
     Necunoscută (32,55%)
Conform recensământului din 2011, satul Drávaiványi avea 212 locuitori. Din punct de vedere etnic, majoritatea locuitorilor (44,41%) erau romi. Nu există o religie majoritară, locuitorii fiind romano-catolici (43,4%), persoane fără religie (13,68%) și reformați (10,38%). Pentru 32,55% din locuitori nu este cunoscută apartenența confesională.